# Імператор Німмьо
Імператор Німмьо́ (яп. 仁明天皇, にんみょうてんのう, німмьо тенно; 810 — 6 травня 850) — 54-й Імператор Японії, синтоїстське божество. Роки правління: 30 березня 833 — 4 травня 850. Відомий також як імператор Фукакуса.
Другий син імператора Саґи і імператриці Татібана но Катіко. Замолоду звався принц Масара. 823 року після зречення влади батька був призначений спадкоємцем нового імператора Дзюнни.
833 року після зречення імператора Дзюнни оголошений новий імператором як Німмьо. Разом з тим Дзюнна призначив свого сина — принца Цунесаду — спадкоємцем імператора Німмьо. З цього часу батько останнього став брати активну участь у політичних справах. 838 року відправив посольство на чолі із Фудзівара но Цунецуґу до імперії Тан.
840 року після смерті молодшого відставного імператора Дзюнна стала просуватися ідея зміни спадкоємця трону. Це вдалося досягти 842 року, скориставшись спробою прихильників принца Цунесади вивезти його у східні провінції (отримала назву події Дзьова). В результаті Цунесада втратив статус спадкоємця трону. Замість нього було призначено сина імператора — принца Мітіясу. При цьому ще більшого впливу на державні справи набув Фудзівара но Йошіфуса.
У нього було дев'ять імператриць, дружин і наложниць, які народили 24 дитини. 850 року Німмьо захворів, зрікся трону на користь принца Мітіясу, знаний як імператор Монтоку. Помер Німмьо через 2 дні після зречення.